# Estación de Conde de Casal
Conde de Casal es una estación de la línea 6 del Metro de Madrid situada bajo la calle del Doctor Esquerdo, inmediatamente al norte de la plaza del Conde de Casal, entre los barrios de Niño Jesús y Estrella (distrito de Retiro, Madrid).

## Historia
La estación fue inaugurada el 11 de octubre de 1979 junto con el resto de estaciones del tramo Pacífico - Cuatro Caminos.
Es la única estación de la línea 6 en la que ambos andenes se encuentran separados por un tabique, sin andén central. Aparte de esta estación son así las estaciones de línea 5 de Alonso Martínez, Chueca y Gran Vía y las estaciones de línea 10 de Tribunal y Alonso Martínez. Este tipo de estaciones no es el más frecuente en el Metro de Madrid.

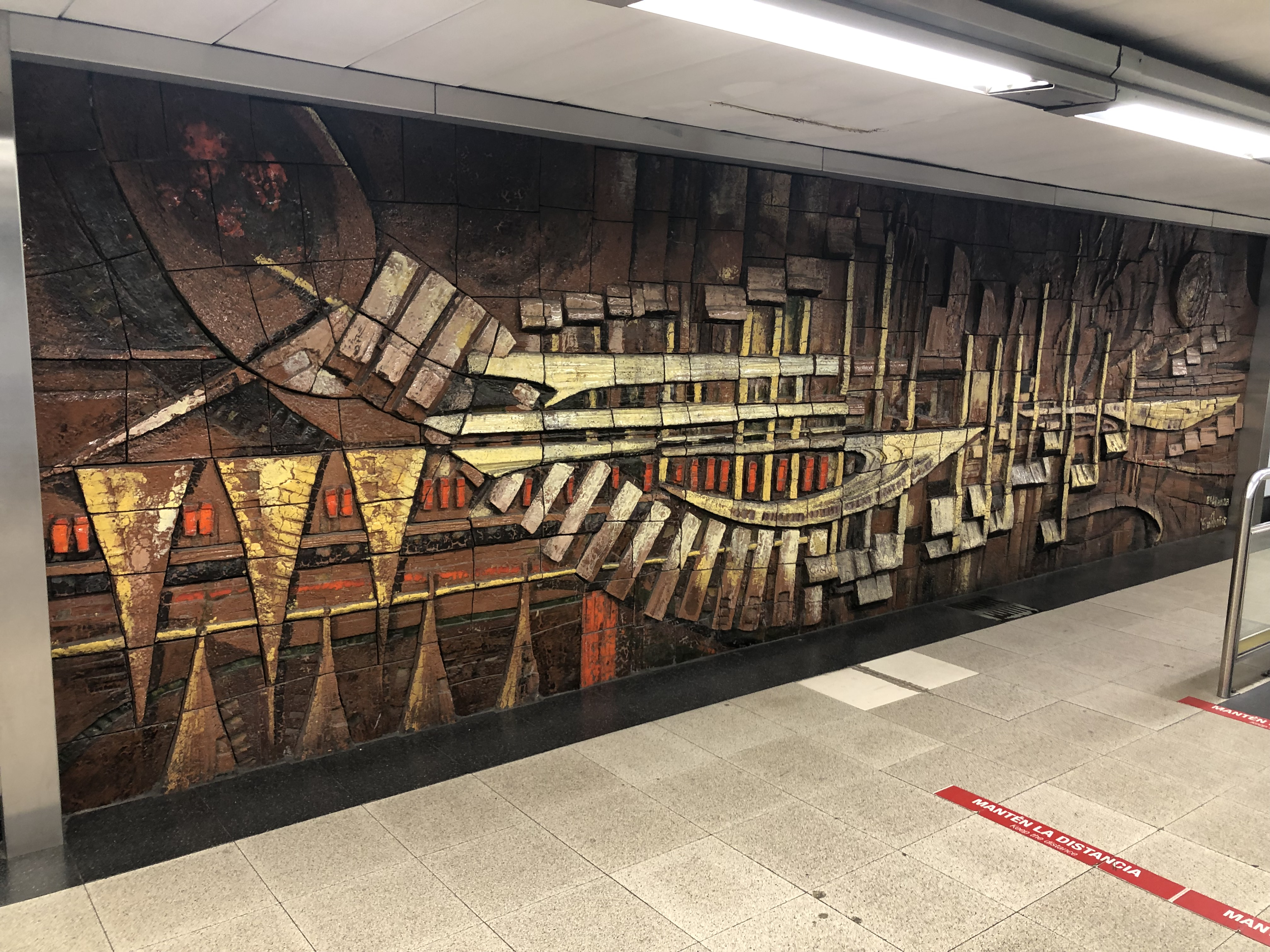
Mural en la estación de Conde de Casal. Autor: Eladio García de Santibáñez

En el vestíbulo de la estación se encuentra el mural cerámico «Formas en el Espacio» del artista Eladio García de Santibáñez (E. G. de Santibáñez), quien ya cuenta con 18 murales y esculturas en diversas estaciones del suburbano madrileño.
En la plaza de Conde de Casal se encuentran las cabeceras de las líneas de autobús interurbanas que, a través de la A-3, conectan la ciudad de Madrid con Rivas-Vaciamadrid, Arganda del Rey, Morata de Tajuña, Chinchón y otros municipios del sureste de la Comunidad de Madrid, a excepción de tres líneas (351, 352 y 353) que son pasantes e inician su recorrido en la céntrica Ronda de Atocha.
El 12 de enero de 2007 hubo un motín en el que los viajeros se negaban a salir del tren tras varios avisos de desalojo.
Entre el 1 y el 31 de julio de 2021 permaneció cerrada por las obras que se estuvieron llevando a cabo entre Pacífico y Sainz de Baranda, debido al desamiantado en Conde de Casal. Durante las obras circuló un Servicio Especial de autobús que conectaba Conde de Casal con ambas estaciones. Pese a abrir al público el 1 de agosto, la estación continuó en obras hasta que a finales de octubre finalizó la reforma en la zona de los andenes y de la salida hacia el vestíbulo de Doctor Esquerdo, en las que se cambiaron las paredes de piedra por vítrex blanco.

## Futuro
La Comunidad de Madrid y la Consejería de Infraestructuras, han proyectado la que la ampliación norte de la línea 11 pase por esta estación, estableciendo así un nuevo enlace entre las líneas 6 y 11, cuyas obras comenzaron el 1 de noviembre de 2022.
Las modificaciones que se han ejecutado en el último año y medio sobre el proyecto de prolongación de la línea 11, entre Plaza Elíptica y Conde de Casal, han sido principalmente para reducir el número de árboles que se iban a talar a lo largo del nuevo trazado. Estas modificaciones se han traducido en una ampliación de 18 meses en el tiempo de duración de las obras, lo que inevitablemente retrasa la fecha de inauguración prevista inicialmente por el Gobierno de la Comunidad.
El 17 de febrero de 2025, comenzaron las obras del nuevo intercambiador de transportes de Conde de Casal, confirmado por el gobierno autonómico a finales de 2024. Esta infraestructura contempla la futura conexión de la ampliación de la línea 11 con la línea 6, esperando que entre en funcionamiento en el primer semestre de 2026. Las obras conllevan el traslado provisional de las cabeceras interurbanas a emplazamientos como la Estación Sur, Pavones, Sierra de Guadalupe y Atocha.

## Accesos
Vestíbulo Conde de Casal
- Doctor Esquerdo C/ Doctor Esquerdo, 175 (esquina Pza. Conde de Casal)
- Conde de Casal Pza. Conde de Casal, 2. Próximo a Avda. Mediterráneo
- Ascensor Pza. Conde de Casal, 2 (semiesquina C/ Doctor Esquerdo)

Vestíbulo Doctor Esquerdo
- Dr. Esquerdo, impares C/ Doctor Esquerdo, 157 (semiesquina C/ Lira)
- Dr. Esquerdo, pares C/ Doctor Esquerdo, 116 (semiesquina C/ Ángel Ganivet)

## Intercambiador (líneas)

### Metro
| << cabecera | < estación | línea | estación >       | cabecera >> |
| ----------- | ---------- | ----- | ---------------- | ----------- |
| Circular    | Pacífico   |       | Sainz de Baranda | Circular    |

### Autobuses
| Diurnos   |                                                |                                                     |
| Línea     | Destino                                        | Parada                                              |
| 32        | Pavones                                        | 1434 METRO CONDE DE CASAL (C/ Doctor Esquerdo, 173) |
| 56        | Diego de León                                  | 1434 METRO CONDE DE CASAL (C/ Doctor Esquerdo, 173) |
| 143       | Manuel Becerra                                 | 1434 METRO CONDE DE CASAL (C/ Doctor Esquerdo, 173) |
| 156       | Manuel Becerra                                 | 1434 METRO CONDE DE CASAL (C/ Doctor Esquerdo, 173) |
| 56        | Puente de Vallecas                             | 1433 METRO CONDE DE CASAL (C/ Doctor Esquerdo, 128) |
| 143       | Villa de Vallecas                              | 1433 METRO CONDE DE CASAL (C/ Doctor Esquerdo, 128) |
| 156       | Legazpi                                        | 1433 METRO CONDE DE CASAL (C/ Doctor Esquerdo, 128) |
| 32        | Benavente                                      | 2125 AV. MEDITERRÁNEO-CONDE DE CASAL                |
| 63        | Avenida de Felipe II                           | 2125 AV. MEDITERRÁNEO-CONDE DE CASAL                |
| 63        | Santa Eugenia                                  | 2126 AV. MEDITERRÁNEO-CONDE DE CASAL                |
| E         | Sierra de Guadalupe                            | 8367 CONDE DE CASAL (Cabecera)                      |
| 14        | Avenida de Pío XII                             | 8367 CONDE DE CASAL (Cabecera)                      |
| 145       | Ensanche de Vallecas                           | 4218 CONDE DE CASAL (Cabecera)                      |
| Nocturnos |                                                |                                                     |
| Línea     | Destino                                        | Parada                                              |
| N9        | Cibeles                                        | 2125 AV. MEDITERRÁNEO-CONDE DE CASAL                |
| NC1       | Circular 1 (> Atocha - Pza. España)            | 2125 AV. MEDITERRÁNEO-CONDE DE CASAL                |
| N9        | Ensanche de Vallecas                           | 2126 AV. MEDITERRÁNEO-CONDE DE CASAL                |
| NC2       | Circular 2 (> Manuel Becerra - Cuatro Caminos) | 2126 AV. MEDITERRÁNEO-CONDE DE CASAL                |

| Diurnos                                            |                                              |                                                                                         |                           |
| Autobuses con cabecera en Plaza del Conde de Casal |                                              |                                                                                         |                           |
| Línea                                              | Destino                                      | Parada                                                                                  | Operador                  |
| 312                                                | Arganda del Rey (El Mirador)                 | 08366 Av. Mediterráneo-Conde Casal (Autovía del Este, km. 3,1 –sentido creciente–)      | ALSA                      |
| 312A                                               | Arganda del Rey (El Mirador) (por La Poveda) | 08366 Av. Mediterráneo-Conde Casal (Autovía del Este, km. 3,1 –sentido creciente–)      | ALSA                      |
| 313                                                | Valdilecha                                   | 08366 Av. Mediterráneo-Conde Casal (Autovía del Este, km. 3,1 –sentido creciente–)      | ALSA                      |
| 326                                                | Ambite - Mondéjar / Driebes                  | 08366 Av. Mediterráneo-Conde Casal (Autovía del Este, km. 3,1 –sentido creciente–)      | ALSA                      |
| 341                                                | Velilla de San Antonio                       | 08366 Av. Mediterráneo-Conde Casal (Autovía del Este, km. 3,1 –sentido creciente–)      | Avanza Movilidad Integral |
| 331                                                | Rivas (Santa Mónica) - Rivas Futura          | 07433 Av. Mediterráneo-Conde de Casal (Autovía del Este, km. 3,1 –sentido decreciente–) | La Veloz                  |
| 332                                                | Rivas Pueblo                                 | 07433 Av. Mediterráneo-Conde de Casal (Autovía del Este, km. 3,1 –sentido decreciente–) | La Veloz                  |
| 333                                                | Rivas (Bellavista)                           | 07433 Av. Mediterráneo-Conde de Casal (Autovía del Este, km. 3,1 –sentido decreciente–) | La Veloz                  |
| 334                                                | Rivas Futura                                 | 07433 Av. Mediterráneo-Conde de Casal (Autovía del Este, km. 3,1 –sentido decreciente–) | La Veloz                  |
| 336                                                | Morata de Tajuña                             | 07433 Av. Mediterráneo-Conde de Casal (Autovía del Este, km. 3,1 –sentido decreciente–) | La Veloz                  |
| 337                                                | Chinchón - Valdelaguna                       | 07433 Av. Mediterráneo-Conde de Casal (Autovía del Este, km. 3,1 –sentido decreciente–) | La Veloz                  |
| 339                                                | Valdemingómez                                | 07433 Av. Mediterráneo-Conde de Casal (Autovía del Este, km. 3,1 –sentido decreciente–) | La Veloz                  |
| Autobuses pasantes en Plaza del Conde de Casal     |                                              |                                                                                         |                           |
| Línea                                              | Destino                                      | Parada                                                                                  | Operador                  |
| 351                                                | Estremera - Barajas de Melo                  | 08367 Pza. Conde de Casal-Conde de Casal (Plaza del Conde de Casal, 8)                  | Empresa Ruiz              |
| 352                                                | Fuentidueña de Tajo - Tarancón               | 08367 Pza. Conde de Casal-Conde de Casal (Plaza del Conde de Casal, 8)                  | Empresa Ruiz              |
| 353                                                | Villamanrique - Santa Cruz de la Zarza       | 08367 Pza. Conde de Casal-Conde de Casal (Plaza del Conde de Casal, 8)                  | Empresa Ruiz              |
| 351                                                | Madrid (Atocha)                              | 2125 Av. Mediterráneo-Pza. Conde Casal (Avenida del Mediterráneo, 39)                   | Empresa Ruiz              |
| 352                                                | Madrid (Atocha)                              | 2125 Av. Mediterráneo-Pza. Conde Casal (Avenida del Mediterráneo, 39)                   | Empresa Ruiz              |
| 353                                                | Madrid (Atocha)                              | 2125 Av. Mediterráneo-Pza. Conde Casal (Avenida del Mediterráneo, 39)                   | Empresa Ruiz              |
| Nocturnos                                          |                                              |                                                                                         |                           |
| Autobuses con cabecera en Plaza del Conde de Casal |                                              |                                                                                         |                           |
| Línea                                              | Destino                                      | Parada                                                                                  | Operador                  |
| N301                                               | Rivas Futura                                 | 07433 Av. Mediterráneo-Conde de Casal (Autovía del Este, km. 3,1 –sentido decreciente–) | La Veloz                  |
| N302                                               | Rivas Pueblo                                 | 07433 Av. Mediterráneo-Conde de Casal (Autovía del Este, km. 3,1 –sentido decreciente–) | La Veloz                  |
| N303                                               | Arganda del Rey                              | 08366 Av. Mediterráneo-Conde Casal (Autovía del Este, km. 3,1 –sentido creciente–)      | ALSA                      |